# Trương Nhược Quân
Trương Nhược Quân (giản thể: 张若昀; phồn thể: 張若昀; bính âm: Zhāng Ruòyún, sinh ngày 24 tháng 8 năm 1988) là một nam diễn viên người Trung Quốc. Anh tốt nghiệp Học viện Điện ảnh Bắc Kinh năm 2007.

## Sự nghiệp

### 2004–2014: Khởi đầu
Trương Nhược Quân bắt đầu sự nghiệp diễn xuất của mình vào năm 2004, đóng vai phiên bản trẻ hơn của nam nhân vật chính trong The Sea's Promise.  Anh lần đầu tiên được chú ý với vai diễn trong Snow Leopard (2010) và loạt phim đồng hành của nó, Black Fox (2011).   Anh đã giành được giải thưởng Nam diễn viên mới được yêu thích nhất năm 2010 cho màn trình diễn trong Snow Leopard.  Trương Nhược Quân đảm nhận vai chính đầu tiên trong bộ phim chiến tranh Sharp Sword. 
Năm 2014, anh đóng vai chính trong Tân tuyết báo, và đoạt giải Nam diễn viên chính xuất sắc tại Giải thưởng Phim truyền hình Trung Quốc. 

### 2015 – nay: Độ nổi tiếng ngày càng tăng
Năm 2015, Trương Nhược Quân đóng vai chính trong web drama Pháp sư Vô Tâm.  Bộ phim nổi tiếng ở cả Trung Quốc và Đài Loan, đồng thời giúp anh được công nhận nhiều hơn trong khu vực.  Sau đó, Trương Nhược Quân đóng vai chính trong bộ phim tình cảm Mười lăm năm chờ đợi chim di trú và các bộ phim truyền hình giả tưởng Cửu châu: Thiên Không thành và Truyền thuyết Thanh Khâu Hồ.  
Năm 2016, anh đóng vai phụ trong bộ phim truyền hình gián điệp ăn khách Ma Tước. Sự nổi tiếng của bộ phim đã đưa anh trở nên phổ biến rộng rãi, và anh đã giành được giải thưởng Nam diễn viên được yêu thích nhất tại Giải thưởng Phim truyền hình Trung Quốc.  Sau đó, anh đóng chính cho Web drama Pháp y Tần Minh. Bộ phim đã thu được hơn 1,5 tỷ lượt xem trên Sohu TV và nhận được nhiều lời khen ngợi về cốt truyện cũng như diễn xuất của anh ấy.  Cùng năm, Trương Nhược Quân đóng vai chính trong phim điện ảnh đầu tiên của mình, Bầu Trời Máu Lửa cùng Ngô Ngạn Tổ, Trương Tịnh Sơ. 
Vào năm 2017, anh được chọn vào vai chính là Hoắc Khứ Bệnh trong bộ phim cổ trang cùng tên.  Cùng năm, anh đóng vai chính trong bộ phim truyền hình Trung Quốc Dear Them làm lại từ bộ phim truyền hình Hàn Quốc Dear My Friends (Tình Bạn Tuổi Xế Chiều).  Năm này, Trương Nhược Quân xếp thứ 94 trong danh sách Danh sách 100 ngôi sao nổi tiếng Trung Quốc theo Forbes. 
Năm 2018, anh đóng vai chính trong bộ phim hài lãng mạn Thuyết tiến hóa tình yêu. 
Năm 2019, anh đóng vai chính trong bộ phim gián điệp Kinh Trập, phần tiếp theo của bộ phim ăn khách năm 2016 Ma Tước.  Sau đó anh đóng vai nam chính trong bộ phim lịch sử Khánh Dư Niên dựa trên tiểu thuyết cùng tên của Miêu Nị.  Bộ phim nhận được đánh giá rất tích cực và trở thành "bom tấn truyền hình" năm đó. 
Năm 2020, Trương Nhược Quân được chọn tham gia bộ phim phá án Bằng chứng hoàn hảo. Cùng năm, anh tái hợp với biên kịch Vương Quyện của Khánh Dư Niên trong bộ phim truyền hình võ hiệp Tuyết Trung Hãn Đao Hành.  Anh đứng thứ 37 trong danh sách Danh sách 100 ngôi sao nổi tiếng Trung Quốc theo Forbes 2020. 

## Đời tư
Trương Nhược Quân và nữ diễn viên Đường Nghệ Hân tiết lộ mối quan hệ của họ thông qua Weibo vào ngày 2 tháng 8 năm 2017.
Họ kết hôn tại Ireland vào ngày 27 tháng 6 năm 2019 sau khi hẹn hò gần 9 năm.
Ngày 3 tháng 5 năm 2020,  Đường Nghệ Hân đã lâm bồn, hạ sinh con gái đầu lòng

## Phim

### Phim điện ảnh
data-sort-value="" style="background: #DDF; vertical-align: middle; text-align: center; " class="no table-no2" | 2024
| Năm                   | Tên                  | Tên tiếng Trung | Vai diễn     | Ghi chú |
| --------------------- | -------------------- | --------------- | ------------ | ------- |
| 2016                  | Bầu trời máu lửa     | 沖天 火         | Pan Ziwen    |         |
| 2018                  | Khoa học và Cảm tính | 奇葩 朵朵       | Hoàng Kiếm   | [ 31 ]  |
| 2021                  | 1921                 | 1921            | Lưu Thiếu Kỳ |         |
| Di tản khỏi thế kỷ 21 | 从 21 世纪 安全 撤离 |                 |              |         |

### Phim truyền hình
| Năm  | Tên                              | Tên tiếng Trung      | Vai diễn             | Mạng                       | Ghi chú                                  |
| ---- | -------------------------------- | -------------------- | -------------------- | -------------------------- | ---------------------------------------- |
| 2004 | The Sea's Promise                | 海的誓言             | Âu Dương Trình (trẻ) |                            |                                          |
| 2010 | Báo Tuyết                        | 雪豹                 | Liu Zhihui           | Hunan Channel              |                                          |
| 2011 | Barber                           | 理发师               | Zhao Jing            | Hebei TV                   |                                          |
| 2011 | Black Fox                        | 黑狐                 | Fang Tianyi          | Sichuan TV                 | Vai chính, đóng cặp cùng Lí Mạn          |
| 2012 | Blood Rose                       | 血色玫瑰之女子特遣队 | Zhou Lichan          | Sichuan TV                 | Guest appearance                         |
| 2013 | Flashing Swords                  | 雳剑                 | Yan Songshen         | Yunnan TV, Heilongjiang TV | Vai chính, đóng cặp với Zhu Zie          |
| 2013 | Next Life I Will Still Marry You | 下辈子还嫁给你       | Fu Nianwen           | Shandong TV                | Vai chính, đóng cặp cùng Lan Hy          |
| 2013 | The Wind                         | 风影                 | Fang Tianyi          | Zhejiang TV                | Guest appearance                         |
| 2013 | Love Song                        | 恋歌                 | Lin Heng             | Sichuan TV                 | [ 35 ]                                   |
| 2014 | Tân Báo Tuyết                    | 雪豹坚强岁月         | Zhou Weiguo          | Anhui TV, Zhejiang TV      | Vai chính, đóng cặp cùng Gao Yang        |
| 2014 | Light and Shadow                 | 光影                 | Luo Tianqiang        |                            | [ 36 ]                                   |
| 2015 | Pháp sư Vô Tâm                   | 无心法师             | Trương Hiển Tông     | Sohu TV                    |                                          |
| 2015 | Tập Đoàn Nam Thần                | 男神执事团           | Jie                  |                            | Vai thứ chính                            |
| 2016 | Truyền thuyết Thanh Khâu Hồ      | 青丘狐传说           | Liu Zigu             | Hunan TV                   | [ 38 ]                                   |
| 2016 | Mười lăm năm chờ đợi chim di trú | 十五年等待候鸟       | Bùi Thượng Hiên      | Hunan TV                   | Vai chính, đóng cặp với Tôn Di           |
| 2016 | Cửu châu: Thiên Không thành      | 九州天空城           | Phong Thiên Dật      | Jiangsu TV                 | Vai chính, đóng cặp với Quan Hiểu Đồng   |
| 2016 | Ma Tước                          | 麻雀                 | Đường Sơn Hải        | Hunan TV                   | Vai thứ chính                            |
| 2016 | Pháp y Tần Minh                  | 法医秦明             | Tần Minh             | Sohu TV                    | Vai chính                                |
| 2016 | Hei Hu Zhi Feng Ying             | 黑狐之风影           | Fang Tianyi          | Chongqing TV               | Guest appearance                         |
| 2017 | Dear Them                        | 亲爱的她们           | He Anning            | Hunan TV                   | Vai thứ chính                            |
| 2018 | Thuyết tiến hóa tình yêu         | 爱情进化论           | Lộc Phi              | Dragon TV, Zhejiang TV     | Vai chính, đóng cặp cùng Trương Thiên Ái |
| 2019 | Hurricane                        | 暴风骤雨             | Zhao Yulin           | Jiangsu Channel            | [ 40 ]                                   |
| 2019 | Ma Tước 2: Kinh Trập             | 惊蛰                 | Trần Sơn             | Hunan TV                   | Vai chính, đóng cặp cùng Vương Âu        |
| 2019 | Khánh Dư Niên                    | 庆余年               | Phạm Nhàn            | iQiyi, Tencent             | Vai chính, đóng cặp cùng Lý Thấm         |
| 2021 | Ở Rể                             | 赘婿                 | Giang Hạo Thần       | Tencent                    | Cameo                                    |
| 2021 | Tuyết Trung Hãn Đao Hành         | 雪中悍刀行           | Từ Phượng Niên       | Tencent                    | Vai chính, đóng cặp cùng Lý Canh Hy      |
| 2022 | Cảnh sát vinh dự                 | 警察荣誉             | Lý Đại Vi            | iQiyi                      | Vai chính, đóng cặp cùng Bạch Lộc        |
| 2023 | Đại Minh dưới kính hiển vi       | 显微镜下的大明       | Soái Gia Mô          | IQIYI                      | Vai chính, đóng cặp với Thích Vy         |
| 2024 | Khánh Dư Niên 2                  | 庆余年               | Phạm Nhàn            | Tencent, Vieon             | Vai chính, đóng cặp cùng Lý Thấm         |
| TBA  | Perfect Evidence                 | 完美证据             | Si Tujun             |                            |                                          |
| TBA  | Đại Đường Địch Công Án           |                      |                      |                            | Cameo                                    |

### Chương trình truyền hình
| Năm  | Tên                      | Tên tiếng Trung      | Vai trò   | Ghi chú |
| ---- | ------------------------ | -------------------- | --------- | ------- |
| 2016 | Minh tinh đại trinh thám | 明星大偵探           | Khách mời | Mùa 1   |
| 2017 | Divas Hit the Road       | 花儿 与 少年 第三 季 | Cast      | Mùa 3   |
| 2017 | Minh tinh đại trinh thám | 明星大偵探           | Khách mời | Mùa 3   |
| 2018 | Minh tinh đại trinh thám | 明星大偵探           | Khách mời | Mùa 4   |
| 2019 | Minh tinh đại trinh thám | 明星 大 侦探 第五季  | Khách mời | Mùa 5   |
| 2020 | Minh tinh đại trinh thám | 明星大偵探           | Khách mời | Mùa 6   |
| 2022 | Minh tinh đại trinh thám | 明星大偵探           | Cast      | Mùa 7   |

## Âm nhạc
| Năm  | Tiêu đề tiếng Việt         | Tiêu đề tiếng Trung | Album                                | Ghi chú |
| ---- | -------------------------- | ------------------- | ------------------------------------ | ------- |
| 2011 | "Một người mạnh mẽ"        | 坚强 的 人          | Cáo đen OST                          |         |
| 2013 | "Thức dậy"                 | 醒来                | Love Song OST                        |         |
| 2015 | "Cuộc hành trình dài nhất" | 最长 的 旅途        | Pháp sư Vô Tâm OST                   |         |
| 2016 | "Lời hứa của sự muộn màng" | 迟到 的 誓言        | Mười lăm năm chờ đợi chim di trú OST |         |
| 2016 | "Đi lạc"                   | 迷途                | Ma Tước OST                          |         |
| 2016 | "Vĩnh hằng"                | 不滅                | Pháp y Tần Minh OST                  |         |
| 2018 | "Được rồi"                 | —                   | Thuyết tiến hoá tình yêu OST         |         |
| 2021 | "Tuyết trung hành"         | 雪中行              | Tuyết Trung Hãn Đao Hành OST         |         |

## Giải thưởng và đề cử
| Năm  | Công việc được đề cử                                                     | Phần thưởng                                    | Danh mục                            | Kết quả   | Tham khảo |
| ---- | ------------------------------------------------------------------------ | ---------------------------------------------- | ----------------------------------- | --------- | --------- |
| 2012 | Giải thưởng LeTV Entertainment lần thứ 2                                 | Diễn viên mới xuất sắc nhất (TV)               | —                                   | Đoạt giải | [ 44 ]    |
| 2014 | Giải thưởng phim truyền hình Trung Quốc (Quốc kịch thịnh điển) lần thứ 6 | Giải Nam diễn viên xuất sắc                    | Tân Báo tuyết                       | Đoạt giải | [ 45 ]    |
| 2016 | Giải thưởng Ngôi sao Video Tencent lần thứ 10                            | Nam diễn viên truyền hình có ảnh hưởng của năm | —                                   | Đoạt giải | [ 46 ]    |
| 2016 | Giải thưởng phim truyền hình Trung Quốc lần thứ 8                        | Giải thưởng diễn viên được yêu thích           | Ma Tước                             | Đoạt giải | [ 47 ]    |
| 2017 | Esquire Man At His Best Awards lần thứ 14                                | Diễn viên được nói đến nhiều nhất              | —                                   | Đoạt giải | [ 48 ]    |
| 2019 | Giải thưởng thời trang Sohu                                              | Ngôi sao phim truyền hình của năm              | —                                   | Đoạt giải | [ 49 ]    |
| 2019 | Kim Cốt Đoá - Liên hoan phim và truyền hình mạng lần thứ tư              | Diễn viên của năm                              | Ma Tước 2: Kinh Trập, Khánh Dư Niên | Đoạt giải | [ 50 ]    |
| 2019 | Tencent Video All Star Awards                                            | Diễn viên chất lượng của năm                   | Khánh Dư Niên                       | Đoạt giải | [ 51 ]    |
| 2019 | Tuần báo Tin tức Bắc Kinh                                                | Nhân vật của năm                               | —                                   | Đoạt giải | [ 52 ]    |
| 2020 | Lễ trao giải Văn học Trung Quốc                                          | Nam diễn viên được yêu thích của năm           | —                                   | Đoạt giải | [ 53 ]    |
| 2020 | Lễ trao giải Văn học Trung Quốc                                          | Nam diễn viên hấp dẫn nhất                     | —                                   | Đoạt giải | [ 54 ]    |
| 2020 | Giải Bạch Ngọc Lan lần thứ 26                                            | Nam diễn viên chính xuất sắc nhất              | Khánh Dư Niên                       | Đề cử     | [ 55 ]    |
| 2020 | Lễ trao giải Diễn viên Trung Quốc lần thứ 7                              | Nam diễn viên chính xuất sắc nhất (web-series) | —                                   | Đoạt giải | [ 56 ]    |
| 2020 | Giải Kim Ưng lần thứ 30                                                  | Nam diễn viên khán giả bình chọn               | —                                   | Đề cử     | [ 57 ]    |